# Somalische Burgeroorlog

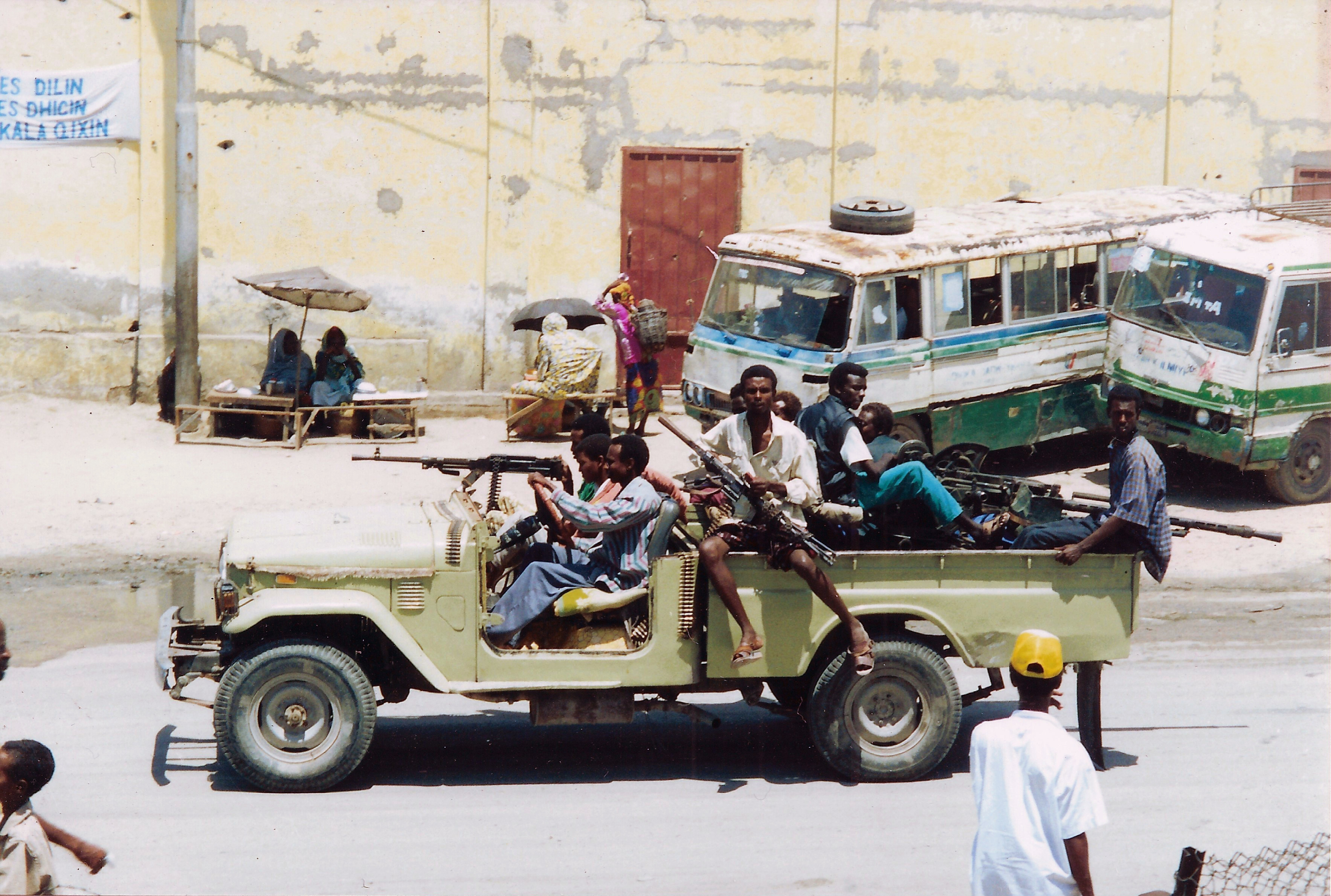
Bewapende mannen op een technical in de Somalische hoofdstad Mogadishu in 1993

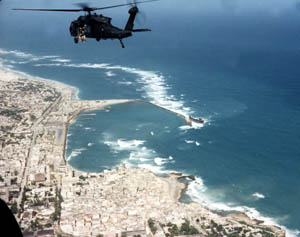
De Amerikaanse Black Hawk-helikopter Super 64 tijdens de Slag om Mogadishu in 1993. De helikopter zou later neergeschoten worden door Somalische milities

De Somalische Burgeroorlog is een burgeroorlog in Somalië sinds 26 januari 1991. In dat jaar liet president Siad Barre zijn speciale troepen, de Duub Cas ("Rode Baretten"), in de aanval gaan tegen dissidente op clans gebaseerde groepen. In de 10 jaar daarvoor hadden deze een macht opgebouwd na Barre's plotselinge omschakeling van een bondgenootschap met de Sovjet-Unie naar de Verenigde Staten en de Ogadenoorlog van 1977 tot 1978, toen het Ethiopische leger, met hulp van de Sovjet-Unie, Cuba en de Communistische wereld, het Somalische Leger had gedwongen om terug te trekken en vrede te sluiten. Nadat Barre op 23 mei 1986 een auto-ongeluk kreeg, traden revolutionaire groepen en tegenstanders binnen zijn eigen regering in openlijk conflict met zijn regering.

## Overzicht
Het conflict kan worden opgedeeld in verschillende perioden:
- De Somalische Revolutie van 1986 tot 1992, die weer valt op te delen in de gebeurtenissen die de oorzaak en aanleiding vormden voor de val van Siad Barre door toedoen van het Verenigd Somalisch Congres (23 mei 1986 tot 26 januari 1991) en gebeurtenissen en revolutionaire bewegingen na de val van zijn bewind (26 januari 1991 tot april 1992);
- Interventie van de Verenigde Naties van 1992 tot 1995, bestaande uit UNOSOM I, UNITAF, UNOSOM II en Operatie Restore Hope;
- De daaraan parallel lopende semi-afscheidingsverklaringen van 1991 tot 2006 die leidden tot het uiteenvallen van Somalië (Consolidatie van staten binnen Somalië):
  - Somaliland (onafhankelijk verklaard);
  - Puntland ("tijdelijk" onafhankelijk verklaard; momenteel autonome status)
  - Jubaland (nu Zuidwest-Somalië; autonoom; status onduidelijk) onder leiding van het Rahanweyn Resistance Army (van de clan Rahanweyn);
  - Somalische overgangsregering (vanaf 2004) in het zuidwesten;
  - Galmudug in Zuid-Galcayo en Abudwaq in Midden-Somalië (augustus 2006);
- De opkomst van de Unie van Islamitische Rechtbanken (ICU) en de creatie van de Alliance for the Restoration of Peace and Counter-Terrorism (ARPCT) (juni-december 2006);
- De Ethiopische interventie tegen de ICU, gevolgd door de opkomst van Al-Shabaab (21 december 2004-2009);
- De langzame terugdringing van Al-Shabaab (vanaf 2009).

## Verloop

### 1991-2002: Afscheidingen
In 1991 riep het noordelijke gedeelte van het land zijn onafhankelijkheid uit als Somaliland. De humanitaire troepen van de VN landden in 1993 en begonnen een inspanning van twee jaar (hoofdzakelijk in het zuiden) om hongersnoodsomstandigheden te verminderen. De critici van het betrekken van de VS wezen erop dat "vlak vóór de pro-VS-president Mohamed Siyad Barre in 1991 werd omvergeworpen, bijna twee derde van het grondgebied van het land als olieconcessies aan Conoco, Amoco, Chevron en Phillips was verleend. Conoco leende zelfs zijn bedrijfs-compound een paar dagen voordat de Marine er landde aan de ambassade van de VS, waarbij de speciale gezant van de eerste regering-Bush het gebruikte als zijn tijdelijk hoofdkwartier".
Vele Somaliërs verzetten zich tegen de buitenlandse aanwezigheid. In oktober resulteerden verscheidene kanonslagen in Mogadishu tussen lokale soldaten en vredestroepen in de dood van 24 Pakistani en 19 militairen van de VS (het totale aantal sterfgevallen van de VS was 31). De meeste Amerikanen werden gedood in de Slag om Mogadishu (1993). De VN trok zich terug op 31 maart 1995.
De orde in Somalië is nog immer niet hersteld. Een andere afscheiding van Somalië vond in het noordoostelijke gebied plaats; de staat nam de naam Puntland aan na het verklaren van "tijdelijke" onafhankelijkheid in 1998, met de bedoeling dat het aan om het even welke Somalische verzoening zou deelnemen om een nieuwe centrale overheid te vormen. De derde staat ontstond in 1998 met de afscheiding van Jubaland. Het grondgebied van Jubaland wordt nu omringd door de staat van Zuidwestelijk Somalië en haar status is onduidelijk. Een vierde werd opgezet in 1999 onder leiding van het Rahanweyn-verzetsleger, met dezelfde "tijdelijke" bedoeling als Puntland. Deze afscheiding werd herbevestigd in 2002, wat leidde tot de autonomie van Zuidwest-Somalië.

### 2006: Islamitische rechtbanken en oorlog met Ethiopië

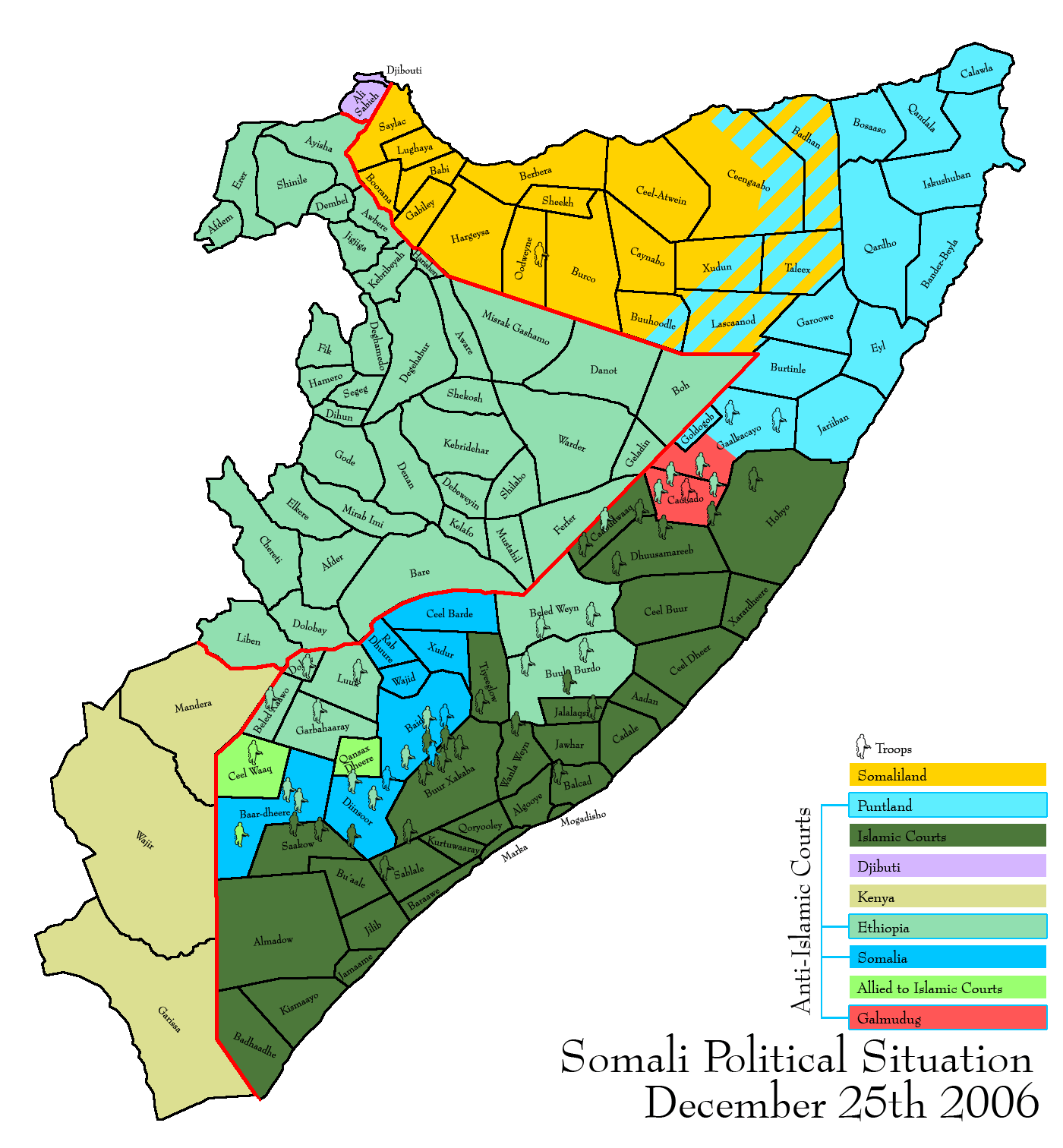
Politieke situatie Somalië en door Somaliërs bewoonde gebieden (Groot-Somalië) op 25 december 2006

Na een periode zonder grootschalige gevechten braken in mei 2006 gevechten uit tussen de gebieden bestuurd door de Somalische overgangsregering, lokale krijgsheren en de Unie van Islamitische Rechtbanken (ICU), een verband van Sharia-rechtbanken, ontstaan uit de al-Ittihad al-Islami die twee kleine staten had in het noordwesten van Somalië en rond Gedo in het zuidwesten van 1992 tot 1993.
De ARPCT (Alliance for the Restoration of Peace and Counter-Terrorism) werd opgericht tussen een aantal Somalische krijgsheren en zakenmannen rond Mogadishu om de macht van de ICU in te perken. De Amerikaanse CIA sluisde in het geheim geld door naar deze groep die ook banden had met Al-Qaida. De geldelijke steun mocht echter niet baten: met steun van onder andere Eritrea wist de ICU in korte tijd een groot deel van zuidelijk en oostelijk Somalië in zijn bezit te krijgen met inbegrip van de hoofdstad Mogadishu na de Tweede Slag om Mogadishu. In juni 2006 stichtten zij daar een staat met dezelfde naam.
Ondertussen begon Ethiopië zich in de strijd te mengen om de Somalische overgangsregering te steunen en de invloed van de ICU over Somalië te beperken. De ICU en haar voorgangers willen namelijk een grote islamitische Somalische staat, waartoe ook gebieden in Noord-Kenia en Oost-Ethiopië (Ogaden) en het zuidoosten van Djibouti behoren; Groot-Somalië.
Ethiopische eenheden trokken Somalië binnen om een offensief van de ICU tegen Baidoa, een van de laatste bolwerken van de overgangsregering, te voorkomen. Aanvankelijk weigerde Ethiopië te erkennen dat het troepen had in Somalië, maar in werkelijkheid was het land bezig een troepenmacht op te bouwen. In december 2006 waren er ongeveer 10.000 Ethiopische soldaten in het land, die werden gesteund door de Verenigde Staten, Puntland en waarschijnlijk ook Oeganda.

Slag om Baidoa

Op 8 december 2006 vonden de eerste gevechten plaats waarbij volgens de ICU ook Ethiopische troepen waren betrokken. Het Ethiopische leger bezette al snel een aantal steden. Op 20 december braken zware gevechten uit ten zuiden van Baidoa, gevolgd door gevechten op vele andere plaatsen. Vanuit het noorden en het centrale deel van Somalië werden nieuwe offensieven geopend op de ICU, die uitmonden in een terugtrekking van de ICU op verschillende plaatsen. Nadat de ICU was verdreven uit Baidoa, Bandiradley, Beledweyne en Jowhar, begon het Ethiopische leger de hoofdstad Mogadishu te belegeren. Om de burgerbevolking te sparen werd besloten om de stad niet direct aan te vallen. Op 27 december besloot de ICU de stad te verlaten en zich terug te trekken in de stad Kismayo.

### 2006-2009: De opkomst van Al-Shabaab
De UIR heeft zich in september 2007 in Asmara verbonden met andere oppositiegroeperingen in de Alliantie voor de Herbevrijding van Somalië. Deze Alliantie spleet uiteen toen op 9 juni 2008 een vredesakkoord met de voorlopige regering werd gesloten. De UIR sloot vrede met de voorlopige regering, maar radicalere groeperingen zoals Al-Shabaab en Hizbul Islam splitsten zich af en zetten de strijd voort. Hierbij kwam vooral Al-Shabaab als prominentste groepering naar voren. Shabaab gold als een min of meer onafhankelijke jeugdbeweging onder de UIR-paraplu, en opereerde dan ook vrijwel zelfstandig. Shabaab had daarbij banden met de milities en gold als een soort 'revolutionaire garde' van de UIR. Shabaab was betrokken geweest bij een aantal incidenten, zoals het mishandelen van te 'uitdagend' geklede jongeren, ontvoering van journalisten, en het vermoorden van gewonde Juba Valley Alliance-soldaten in een militair ziekenhuis.
Tijdens de neergang van de UIR gingen zo'n 3.000 leden van Al-Shabaab ondergronds. Al-Shabaab richtte zich op de guerrillastrijd en vormde een rebellenleger. De rebellen richtten hun aanvallen op de Somalische overgangsregering, op het Ethiopische leger en later op Afrikaanse vredestroepen van de Afrikaanse Unie. Met het terugtrekken van de Ethiopische troepen in januari 2009 wist Al-Shabaab het machtsvacuüm handig op te vullen ten koste van de nog zwakke coalitieregering. In maart 2009 werd een wapenstilstand gesloten en kondigde de Somalische regering aan de sharia in te voeren in de hoop gras voor de voeten van de radicalen weg te maaien, maar de wapenstilstand werd geschonden en Al-Shabaab kon 80% van Zuid-Somalië in bezit nemen. Net als drie jaar eerder stond het land op het punt ten prooi te vallen aan een extremistische beweging.

### Vanaf 2009: Terugdringen van Al-Shabaab
Op 1 november 2010 werd een nieuwe technocratenregering benoemd, onder leiding van premier Mohamed Abdullahi Mohamed. Kenia begon zich intensiever met de vredeshandhaving bezig te houden, en in samenwerking met het Keniaanse leger kwam men tot een meer gestructureerde aanpak van Al-Shabaab. Op 6 augustus 2011 trok Al-Shabaab zich uit Mogadishu terug, in oktober 2012 wisten de regering en de Kenianen Kismayo te heroveren. In november 2012 controleerde Al-Shabaab nog maar 15% van Zuid-Somalië. Nadien is de beweging nog verder teruggedrongen, en houdt anno 2016 nog stand in een aantal geïsoleerde gebieden.

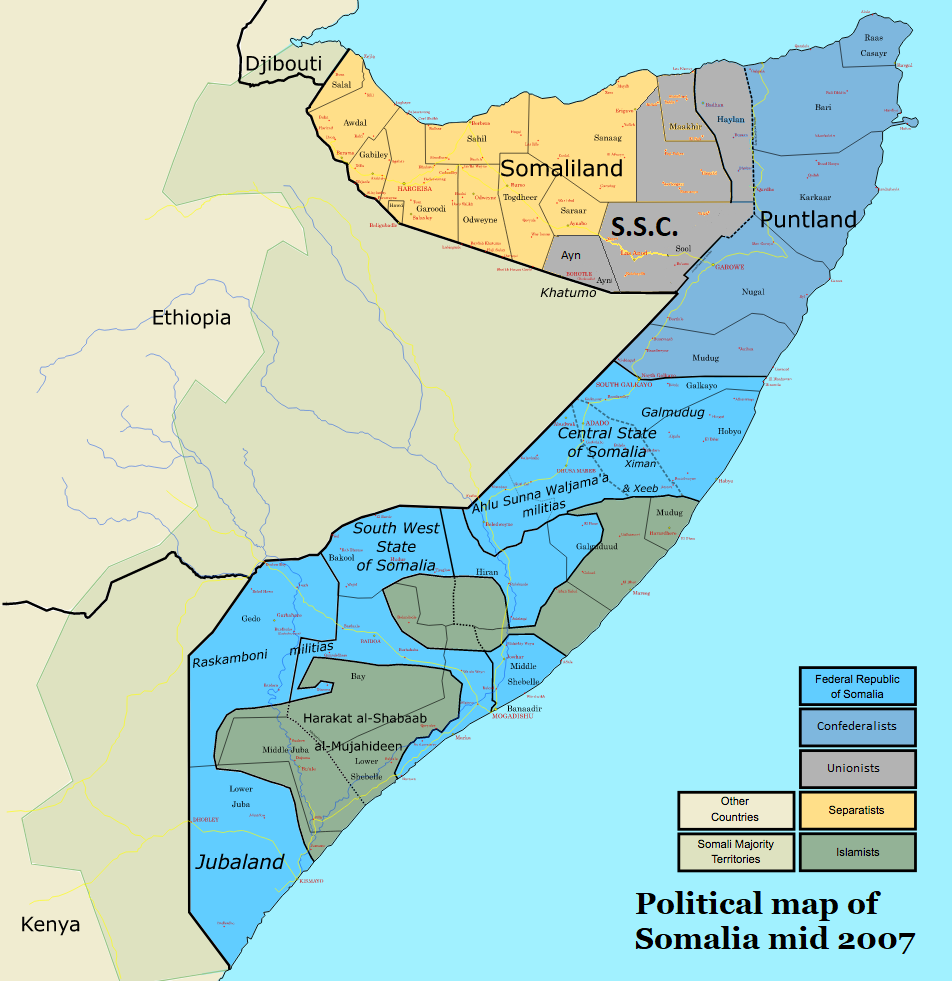
Recentelijke politieke en bestuurlijke kaart van Somalië